# Stanislav Kricjuk
Stanislav Vasil'evič Kricjuk (in russo Станислав Васильевич Крицюк?; traslitterazione anglosassone: Stanislav Vasilyevich Kritsyuk; 1º dicembre 1990) è un calciatore russo, portiere svincolato.

## Carriera

### Club
Kricjuk ha giocato con la maglia dell'Akademija Togliatti, prima di passare ai portoghesi del Braga.

### Nazionale
Kricjuk è stato convocato dalla nazionale russa Under-21 dal commissario tecnico Nikolaj Pisarev, in vista del campionato europeo di categoria del 2013.

## Palmarès

### Club

#### Competizioni nazionali
- Campionato russo: 1

Zenit San Pietroburgo: 2021-2022